# Naro-Fominsk
Naro-Fominsk (en russe : Наро-Фоминск) est une ville de l'oblast de Moscou, en Russie. Sa population s'élevait à 62 295 habitants en 2014. Avec un record de température de −54 °C, c'est la ville la plus froide de l'oblast. 

## Géographie
Naro-Fominsk est arrosée par la rivière Nara et se trouve à 70 km au sud-ouest de Moscou. 

## Histoire
On trouve les premières mentions de la ville dans des chroniques de 1339 ; elle était alors soumise à Ivan Kalita. La ville moderne de Naro-Fominsk fut tout d'abord une commune urbaine, résultat de la fusion des villages de Fominskoïe et de Malaïa Nara en 1925. L'année suivante, elle reçut le statut de ville.

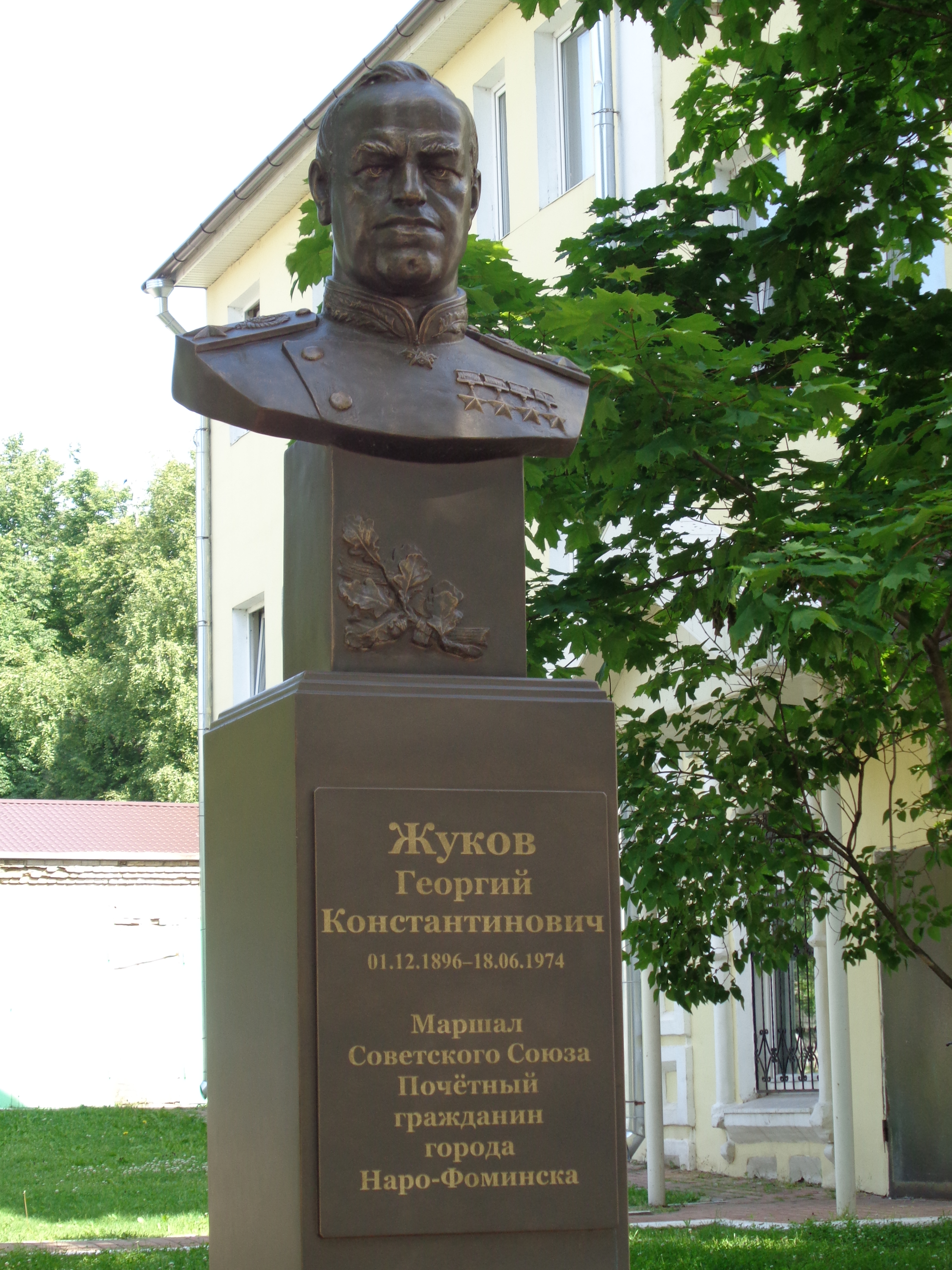
Buste du maréchal de l'URSS G. K. Joukov près de l'administration de la ville.

Au cours de la Seconde Guerre mondiale, Naro-Fominsk subit d'importantes destructions. Le 22 octobre 1941, la ville  tombe aux mains de la 4e armée allemande du feld-maréchal Von Kluge. La ville est reprise le lendemain, au prix de terribles pertes. Les Allemands saignent aussi, incapables qu'ils sont de répondre au feu par un feu équivalent. Les T-34 et KV-1 leur posent de gros problèmes[réf. nécessaire]. 
Le 26 décembre 1941, la ville est libérée par la 33e armée du général M. G. Iefremov.
La ville héberge depuis 1945 la 4e division de chars de la Garde Kantemirovskaïa, qui fait partie du district militaire de Moscou.
Dans les années d'après-guerre, l'usine de soie Naro-Fominsk fournissait des tissus à toute l'URSS. Ici, dans les années 1960, la première production de tissu de Bologne en URSS a été établie. Aujourd'hui, Naro-Fominsk est une ville moderne et dynamique avec son histoire et son style uniques.

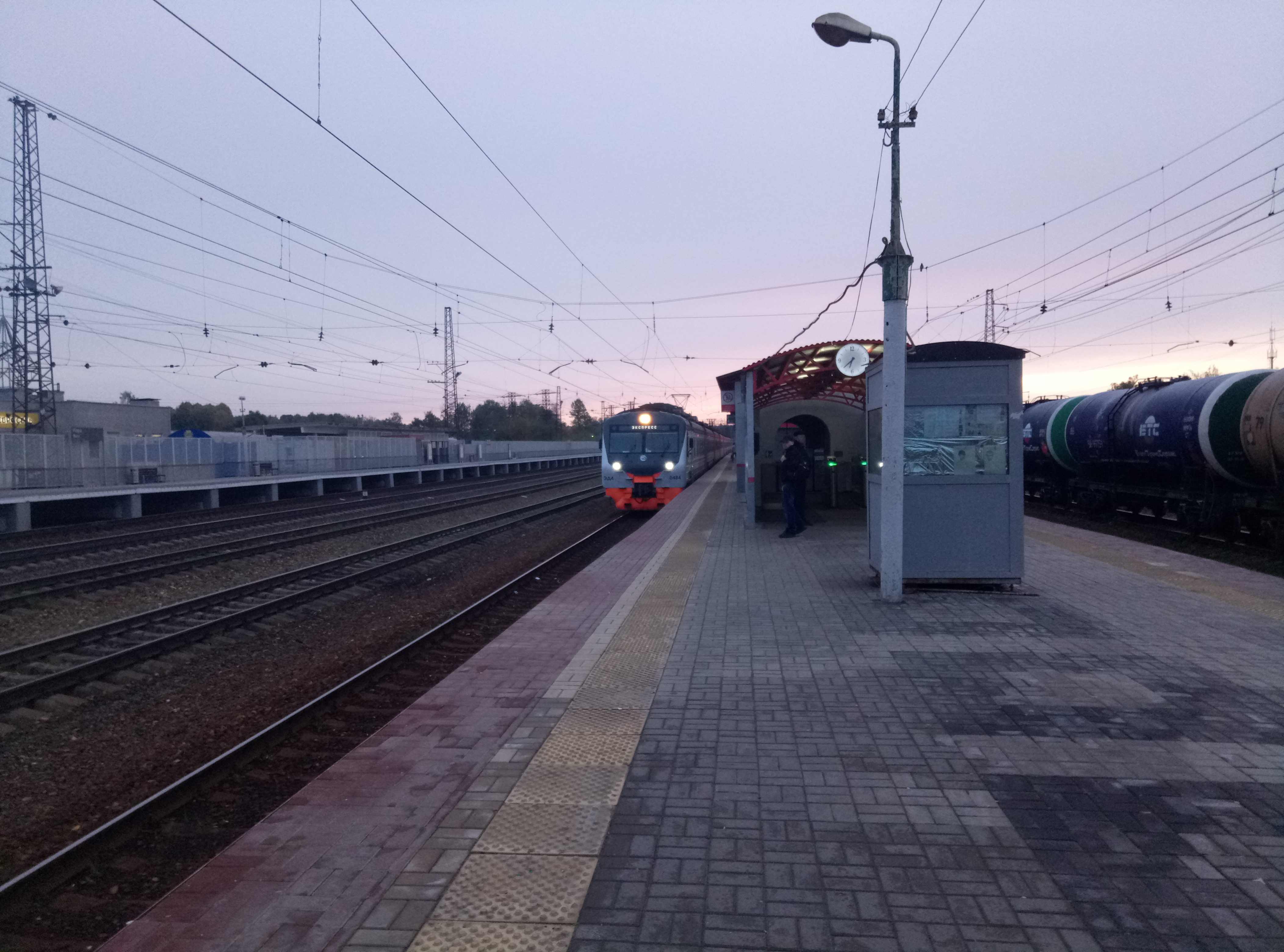
Gare de Nara

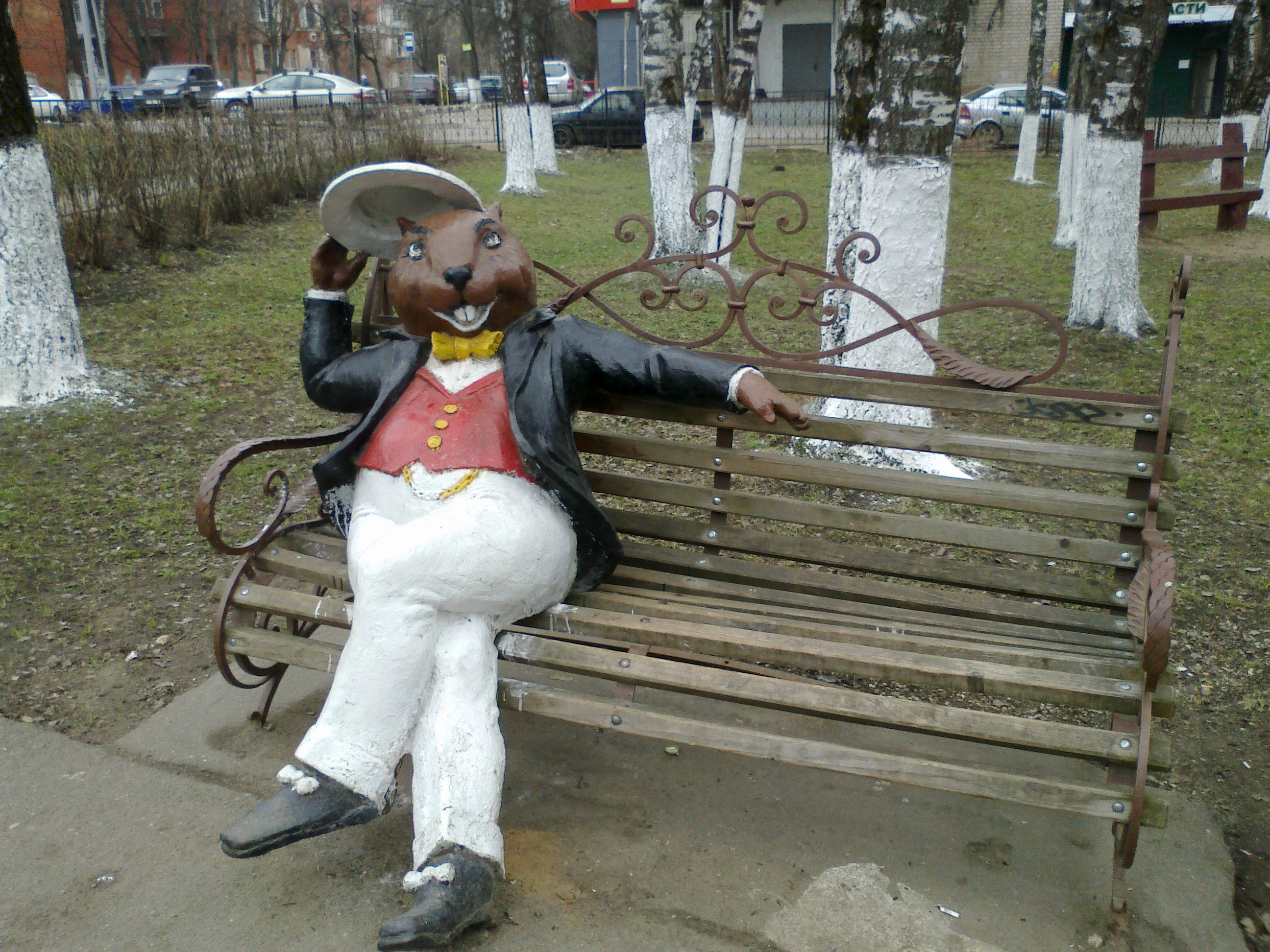
Place bobruysky

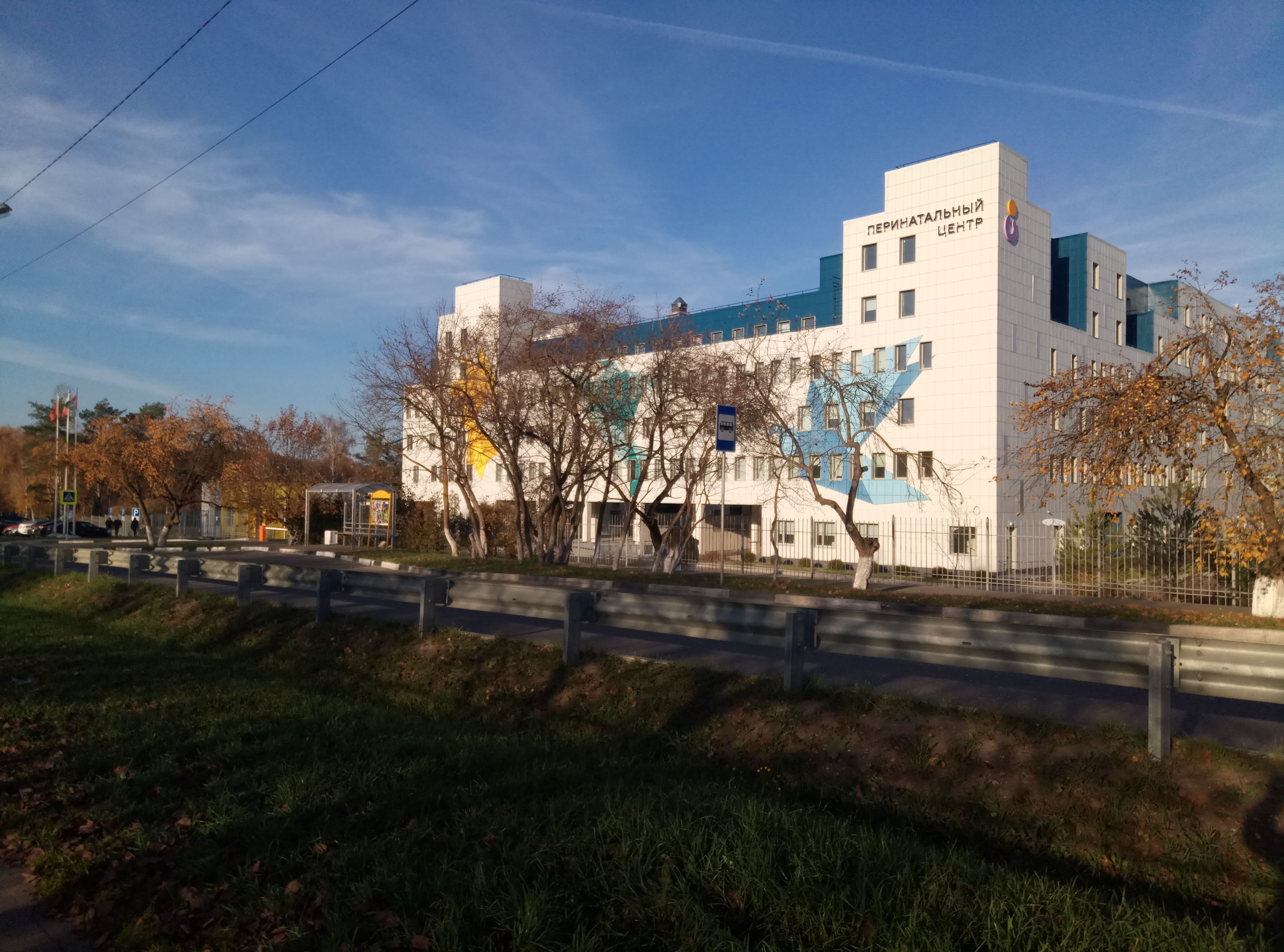
Centre périnatal régional de Naro-Fomin

## Population
Recensements (*) ou estimations de la population :
| 1926*  | 1939*  | 1959*  | 1970*  | 1979*  |
| ------ | ------ | ------ | ------ | ------ |
| 15 853 | 31 613 | 35 419 | 48 651 | 55 858 |

| 1989*  | 2002*  | 2010*  | 2013   | 2014   |
| ------ | ------ | ------ | ------ | ------ |
| 58 292 | 70 475 | 64 665 | 62 971 | 62 295 |

## Économie
Naro-Fominsk est un important centre de l'industrie textile (soie, bonneterie). Elle possède également des usines de matériel électrique, de matière plastique et de jouets.

## Transports
Naro-Fominsk se trouve sur la voie ferrée Moscou – Kiev.

## Sport
- Handball Club Nara Naro-Fominsk